# Glironia venusta
Glironia venusta — опосум із Південної Америки. Це опосум середнього розміру, що характеризується великими овальними темними вухами, від жовтувато-брунатного до коричневою забарвлення шерстю з від жовтувато-брунатного до сірого забарвлення нижньою стороною, сіруватими кінцівками й пухнастим хвостом.

## Етимологія
Родова назва від glir — «соня, вовчок», -ia — означає якість; назва натякає на фізичну схожість. Видова назва venusta означає привітна чи граціозна.

## Морфологічна характеристика
Це опосум середнього розміру, середня вага становить ≈ 140 грамів. Загальна довжина тіла від 355 до 430 мм, включаючи хвіст від 190 до 225 мм. На спині довге (від 7 до 8 мм) густе хутро від червонувато-коричневого до сірого кольору. Таке забарвлення поширюється й на більшу частину хвоста, який може мати рідкісні білі волоски на всьому протязі й зазвичай має білий кінчик. Близько середини хвоста хутро має довжину ≈ 14–15 мм. Черевна шерсть від коричнюватого до сіруватого кольору з білою верхівкою. Голова світліша за шерсть на спині і включає коричнювато-чорну смужку, яка тягнеться від носа, до основи вух і до верхівки голови і розділена блідо-сірою смужкою. Великі вуха овальної форми, без шерсті, темного кольору. Лапи світлого забарвлення, від білуватого до сірого. Задні лапи розміром від 27 до 31 мм.

## Середовище проживання
Країни: Болівія, Бразилія, Колумбія, Еквадор, Перу.
Інформації про екологію цього виду бракує. Їх ловлять у густих, вологих, напівшироколистяних та субгірських лісах, первинних або вторинних тропічних вологих лісах.

## Спосіб життя
Цей вид нічний, деревний і солітарний. Дієта, ймовірно, складається з комах, насіння, фруктів і яєць.